# ريكاردو أولوا
ريكاردو أولوا (بالإسبانية: Ricardo Ulloa) هو لاعب كرة قدم سلفادوري في مركز الهجوم، ولد في 2 يوليو 1990 في Metapán ‏ في السلفادور. شارك مع منتخب السلفادور لكرة القدم. أما مع النوادي، فقد لعب مع نادي سانتانيكوس أسوشيتد ونادي سبارتاكس يورمالا.

## وصلات خارجية
- ريكاردو أولوا على موقع قاعدة بيانات كرة القدم.إي يو (الإنجليزية)
- ريكاردو أولوا على موقع ناشيونال فوتبول تيمز (الإنجليزية)
- ريكاردو أولوا على موقع Soccerway.com (الإنجليزية)